# Nivolumab
Nivolumab ist ein Checkpoint-Inhibitor, der als Wirkstoff gegen verschiedene Tumoren eingesetzt wird. Es handelt sich um einen menschlichen (vollständig humanen) monoklonalen Antikörper, der an den PD-1-Rezeptor auf T-Zellen bindet und die Wechselwirkung mit dem eigentlich hier bindenden PD1-Rezeptor-Ligand verhindert. Auf diese Weise wird das Immunsystem indirekt stimuliert, indem der hemmende Einfluss des PD1-Ligand/PD1-Rezeptor-Systems unterdrückt wird.
Die Anwendungsgebiete umfassen verschiedene Krebserkrankungen wie das nichtkleinzellige Bronchialkarzinom, maligne Melanom, plattenepitheliale Kopf-Hals-Tumor und Nierenzellkarzinom, Adenokarzinom des Magens und des gastroösophagealen Überganges, Urothelkarzinom, das metastasierte kolorektale Karzinom und Morbus Hodgkin.
Eine Kombination von Nivolumab mit Ipilimumab ist bei einigen Melanomen wirksamer als eine anti-PD1-Monotherapie. Nivolumab kann als adjuvante Therapie nach kompletter operativer Metastasenentfernung verabreicht werden.

## Handelsnamen
- Opdivo (EU, USA, CH, GB, CDN, J), Hersteller: Bristol-Myers Squibb
- Kombinationspräparat (fixe Kombination mit Relatlimab): Opdualag (USA, EU)